# Казе дел Конте (Салерно)
Казе дел Конте је насеље у Италији у округу Салерно, региону Кампанија.
Према процени из 2011. у насељу је живело 245 становника. Насеље се налази на надморској висини од 70 м.